# SQL:2008
SQL:2008 ou ISO/CEI 9075(1-4,9-11,13,14):2008 (sous le nom "Information technology – Database languages – SQL") est la sixième révision de la norme du Langage de requête de Base de données SQL par l'ISO (1987) et l'ANSI (1986). Il remplaçait la version précédente, SQL:2003 (en), ayant été officiellement adoptée le 17 juillet 2008, avant l'adoption, fin 2011 de SQL:2011.
Cette norme définit le SQL, c'est-à-dire la définition d'une structure de données et les opérations qui peuvent être effectuées sur les données stockées dans cette structure. Elle englobe les exigences minimales du langage, et d'autres parties définissent des extensions. 

## Ajouts notables
Voici quelques ajouts notables à la partie Foundation :
- L'amélioration des instructions MERGE et DIAGNOSTIC
- L'instruction TRUNCATE TABLE
- La séparation par des virgules des clauses WHEN dans l'instruction CASE
- Le déclencheurs INSTEAD OF
- Le support de quelques fonctionnalités de XQuery, des expressions rationnelles et de filtrage par motif

## Documentation
La norme SQL n'est pas distribuée gratuitement. La norme complète peut être achetée auprès de l'ISO sous le nom ISO/CEI 9075(1-4,9-11,13,14):2008. La norme est composée des parties suivantes :
- ISO/CEI 9075-1:2008 Framework (SQL/Framework)
- ISO/CEI 9075-2:2008 Foundation (SQL/Foundation)
- ISO/CEI 9075-3:2008 Call-Level Interface
- ISO/CEI 9075-4:2008 Persistent Stored Modules
- ISO/CEI 9075-9:2008 Management of External Data
- ISO/CEI 9075-10:2008 Object Language Bindings
- ISO/CEI 9075-11:2008 Information and Definition Schemas
- ISO/CEI 9075-13:2008 SQL Routines and Types Using the Java TM Programming Language
- ISO/CEI 9075-14:2008 XML-Related Specifications